# Autonomizam
Autonomizam ili autonomaštvo je izraz kojim se opisuju pojedinci, organizacije, stranke i pokreti koji se zalažu za političku autonomiju vlastita područja u odnosu na matičnu nacionalnu državu.

## Povijest
Kroz povijest je pod takvim nazivom od druge polovice 19. stoljeća do 1918. godine djelovala jedino Autonomaška stranka u Dalmaciji koja se zalagala za autonomiju, odnosno poseban status te pokrajine u Austrijskom Carstvu i Austro-Ugarskoj, odnosno protiv priključenja Dalmacije Hrvatskoj (tolomaši). 
U suvremeno doba, odnosno od kraja 1980-ih autonomašima su se nazivali:
- u Hrvatskoj: pobornici regionalizma, odnosno članovi i simpatizeri regionalnih stranaka u Istri, Rijeci, Dalmaciji, rjeđe u Slavoniji i Međimurju;
- u Srbiji: 
  - tijekom tzv. jogurt-revolucije članovi frakcije Saveza komunista Vojvodine koji su se protivili izmjenama Ustava Srbije iz 1974. godine, odnosno gubitku ovlasti koje je SAP Vojvodina imala u odnosu na SR Srbiju u SFR Jugoslaviji;
  - nakon dolaska Slobodana Miloševića na vlast zagovornici ponovnog uspostavljanja, odnosno proširenja vojvođanske autonomije u odnosu na Ustav Srbije 1990.
- u BiH: pristaše Autonomne Republike Zapadne Bosne, odnosno sljedbenici Fikreta Abdića.